# Geffosses
Geffosses is een gemeente in het Franse departement Manche (regio Normandië) en telt 429 inwoners (2005).
De plaats maakt deel uit van het arrondissement Coutances en sinds 22 maart 2015 van het kanton Agon-Coutainville, toen het kanton Lessay, waar Geffosses tot die dag deel van uitmaakte, werd opgeheven.

## Geografie
De oppervlakte van Geffosses bedraagt 15,3 km², de bevolkingsdichtheid is 28,0 inwoners per km².
De onderstaande kaart toont de ligging van Geffosses met de belangrijkste infrastructuur en aangrenzende gemeenten.

## Demografie
Onderstaande figuur toont het verloop van het inwonertal (bron: INSEE-tellingen).

1. ↑  Populations de référence 2022.